# District de Beloha
Beloha est un district de la région d'Androy, situé dans de Sud-Est de Madagascar.
Il comprend six communes : Beloha, Tranoroa, Kopoky, Tranovaho, Marolinta et Behabobo.

## Géographie
Les forêts ont une superficie boisée de 344 km2.[réf. nécessaire]

## Économie
La plupart des habitants du district sont des paysans pratiquent principalement de la culture vivrière. Les cultures dominantes sont celles de manioc, patate douce, niébé, lentilles, ainsi que pastèques, melons et du maïs.
L'élevage est principalement celui des bovidés et des ovins/caprins.
Dans le secteur industriel, le district accueille la huilerie de graines de jatropha qui produit du savon et bicarbonate, et une société d'exploitation de jatropha et de pervenche (à Trongatra).